# Sven Mikser
Sven Mikser (Tartu, 8 de noviembre de 1973) es un político estonio.

## Biografía

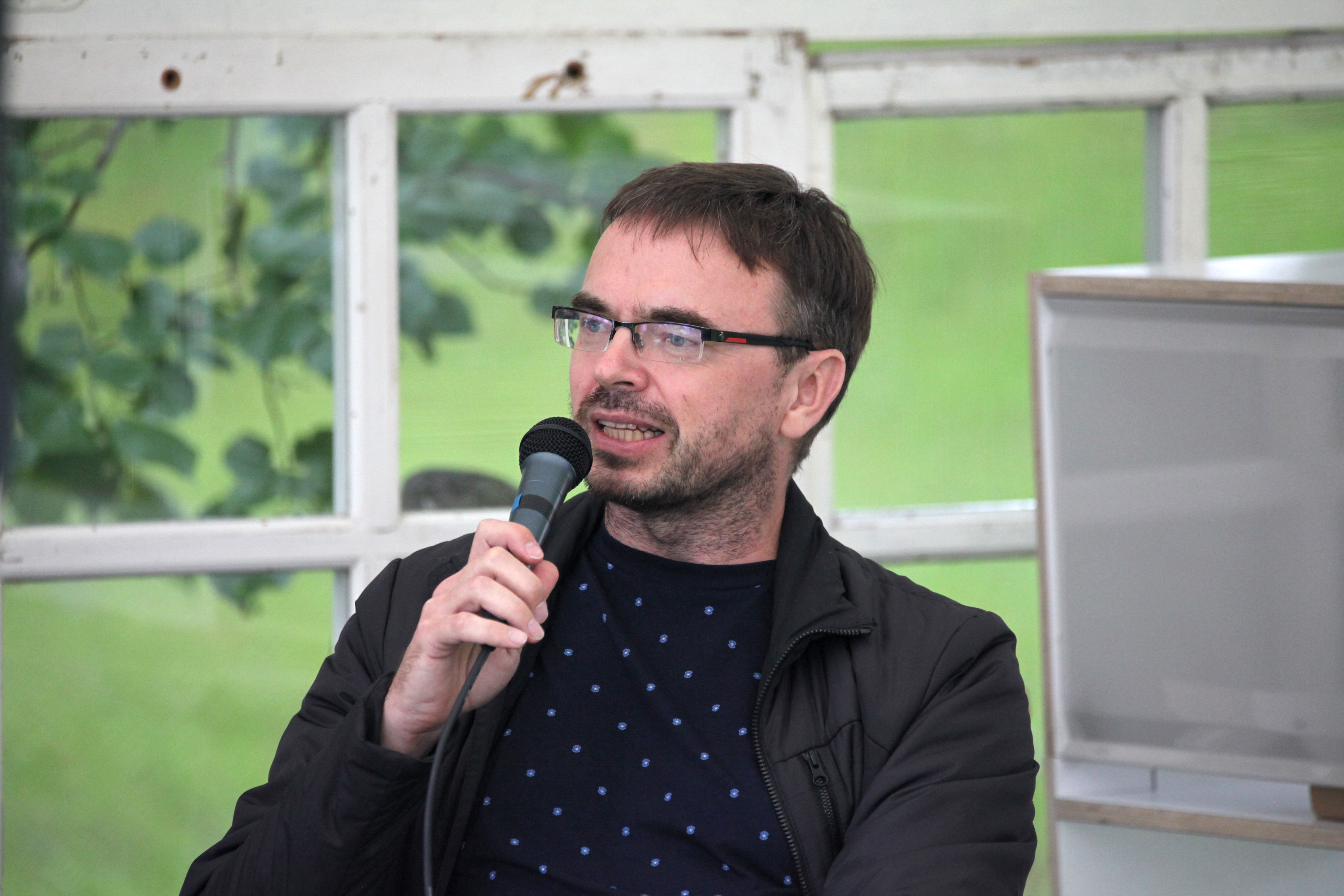
Sven Mikser en el Festival de Opinión 2021 en Paide

Sven Mikser nació en Tartu el 8 de noviembre de 1973; estudió lengua y literatura inglesa en la Universidad de Tartu. Como miembro del Partido del Centro Estonio de 2002 a 2003, Mikser se desempeñó como ministro de defensa en el gabinete de Siim Kallas.
Mikser fue el líder del Partido Socialdemócrata entre el 16 de octubre de 2010 y el 30 de mayo de 2015. Ha sido Ministro de Defensa desde el 26 de marzo de 2014 en el primer y segundo gabinete de Taavi Rõivas. El 23 de noviembre de 2016 asumió el cargo de Ministro de Asuntos Exteriores en el gabinete de Jüri Ratas.
Fue elegido miembro del Parlamento Europeo en 2019. Desde entonces ha estado sirviendo en el Comité de Relaciones Exteriores y su Subcomité de Seguridad y Defensa. Además de sus asignaciones en comités, forma parte de la delegación del Parlamento en la Asamblea Parlamentaria Euronest y en la Asamblea Parlamentaria de la OTAN.